# Campsiura omisiena
Campsiura omisiena är en skalbaggsart som beskrevs av Heller 1923. Campsiura omisiena ingår i släktet Campsiura och familjen Cetoniidae. Inga underarter finns listade.